# Odontolabis quadrimaculata
Odontolabis quadrimaculata es una especie de coleóptero de la familia Lucanidae.

## Distribución geográfica
Habita en  Sumatra (Indonesia).